# Astyanax aeneus
Astyanax aeneus är en fiskart som först beskrevs av Günther, 1860.  Astyanax aeneus ingår i släktet Astyanax och familjen Characidae. Inga underarter finns listade.